# Гојко Перовић
Гојко Перовић (Котор, 8. септембар 1972) јесте протојереј-ставрофор Српске православне цркве, парох при Цркви Светог Ђорђа у Подгорици и архијерејски намесник подгоричко-колашински. Бивши је ректор Богословије Светог Петра Цетињског на Цетињу.

## Биографија
Рођен је 8. септембра 1972. године у Котору. После завршене гимназије у Херцег Новом, дипломирао је 1999. године на Богословском факултету у Београду  и апсолвирао је филозофију на Филозофском факултету у Београду. У чин ђакона рукоположен је 1999. године, на Недељу православља, а за свештеника на празник Покрова Пресвете Богородице, 14. октобра 2000. године у Цетињском манастиру. У чин протојереја произведен је на Лучиндан 2003. године, а правом ношења напрсног крста одликован је 30. децембра 2010. године. Од 10. октобра 1999. године до именовања за в. д. ректора обављао је дужност главног уредника Радио Светигоре.
Наставну дужност у Цетињској богословији обавља од 1. септембра 1998. године. На мајском заседању Светог архијерејског сабора СПЦ 2002. године, на предлог Митрополита црногорско-приморског Амфилохија наименован је на функцију в. д. ректора Цетињске богословије. Одлуком Светог архијерејског сабора СПЦ из маја 2016. године постављен је за ректора богословије.
Крајем јула 2021. године, смењен је са места ректора и постављен за пароха при цркви Светог Ђорђа у Подгорици. 1. октобра 2021. године је постављен за архијерејског намесника подгоричко-колашинског.

## Лични живот
Перовић воли спорт, посебно фудбал. Велики је навијач српске репрезентације у фудбалу и ФК Црвена звезда. Пратио је са својом породицом уживо у Калињинграду познати меч на Светском првенству у фудбалу 2018. године између Србије и Швајцарске. Својим студентима на Цетињској богословији редовно пушта чувени гол Дејана Савићевића за Црвену звезду против Милана.